# Puos d'Alpago
Puos d'Alpago (Pos in dialetto bellunese) è una frazione del comune italiano di Alpago in provincia di Belluno in Veneto, comune del quale costituisce un municipio.
Ha costituito insieme alle frazioni di Bastia, Cornei, Sitran, Sommacosta e Valzella un comune autonomo sino al 23 febbraio 2016, quando è confluito nel nuovo comune di Alpago insieme agli ex comuni di Farra d'Alpago e Pieve d'Alpago.

## Geografia fisica

### Territorio
Il centro di Puos è situato a 419 m s.l.m. al centro della conca dell'Alpago, tra la sponda destra del torrente Tesa e la collina di San Pietro.
Prima della propria soppressione, Puos era l'unico comune della provincia che per legge era definito come parzialmente montano, a differenza degli altri che erano interamente montani.

### Clima
Costanti venti pomeridiani si generano nei pressi del lago di Santa Croce, attratti dalle correnti che si originano dal monte Dolada, costantemente esposto a sud, che rendono la zona un paradiso internazionale degli amanti degli sport d'aria, come il parapendio o il deltaplano, e permettono il funzionamento di una pala eolica costruita con fondi dell'Unione Europea.

## Origini del nome
Il toponimo dialettale è Pos, che significa anche "pozzo": potrebbe essere un riferimento alla zona più bassa della conca dell'Alpago.

## Storia
Puos, che si estende alle pendici del versante meridionale della conca dell'Alpago, affonda le sue radici storiche nel periodo romano, documentato grazie al ritrovamento di monete e confermato dai toponimi di alcuni centri. Successivamente, le scarse tracce del castello di Sitran lasciano supporre una presenza longobarda, già attestata per le località limitrofe di Farra e Spert. 
Le continue inondazioni dei torrenti Valda e Tesa, che rendevano il territorio malsano e paludoso (da cui appunto deriverebbe anche il toponimo del paese: Puos, ovvero "pozzo"), non hanno permesso alcun tipo di sviluppo economico e urbanistico almeno fino al XIII secolo; il paese, infatti, è attestato per la prima volta solo nel 1210 con il nome di Posio. 
Nel 1360 l'imperatore Carlo IV donò a Ludovico d'Ungheria il possesso di Belluno e delle sue pertinenze: nell'atto sono citati i castelli di Sitran e Casamatta, restaurati e posti a vigilare sulla strada che da Serravalle conduceva a Capo di Ponte (l'attuale Ponte nelle Alpi). Il territorio era organizzato in Regole, ognuna con il proprio Statuto. Le Regole erano tre: Sitran, Valzella e Puos, dalla quale si staccò nel 1732 quella di Cornei. 
Durante la dominazione veneziana (1404-1797), le Regole godevano collettivamente dei beni comunali: si trattava di terreni la cui proprietà rimaneva della Repubblica di Venezia, mentre l'usufrutto era delle comunità rurali. A nobili e a persone che si erano distinte per particolari servigi o per fedeltà all'autorità costituita venivano infeudati estesi beni immobili; un cenno meritano il feudo dei Pluro e quello dei Vimena, e le estese proprietà dei nobili Gera provenienti dal Comelico. 
Nel corso del XVI secolo Puos divenne un importante centro economico, grazie soprattutto ai numerosi opifici a forza idraulica presenti nel territorio; è del 1583, infatti, l'istituzione della sagra di San Bartolomeo Apostolo, che testimonia l'importanza di Puos come centro per la fiera di animali e di prodotti agricoli. Un ruolo strategico, d'altronde, era stato già assunto dalla metà del XIV secolo con il passaggio della strada di collegamento tra il Friuli e il Bellunese voluta dal Patriarca di Aquileia. Nel Settecento, sul finire della dominazione veneziana, la già citata famiglia dei Gera avviò un'importante attività di commercio del legname.
Disastroso fu il terremoto del 1873, che danneggiò molti monumenti storici del territorio di Puos, soprattutto edifici ecclesiastici. 
Nel Repertorio generale del 1769 delle ville e dei comuni di tutte le province della terraferma, Puos d'Alpago è riportato tra le ville del territorio di Belluno. Nel compartimento territoriale austriaco del 1802, il paese è compreso come colmello della villa di Alpago con capoluogo Belluno nel territorio di Belluno, inserito nel compartimento e distretto territoriale della Marca Trevigiana. Il decreto napoleonico del 22 dicembre 1807, n. 283, sulla divisione dei nuovi dipartimenti ex veneti, inserisce il comune nel dipartimento della Piave, distretto I di Belluno, cantone I di Belluno. Con la sovrana patente del 7 aprile 1815, che istituì il Regno Lombardo-Veneto, Puos è assegnato alla provincia di Belluno, distretto I di Belluno. Il nuovo compartimento territoriale delle province venete, del 2 novembre 1845, descrive la seguente situazione: il comune fa parte della provincia di Belluno, distretto I di Belluno, con frazioni Cornei, Valzella, Sitran. Tale stato di cose non viene mutato fino alla fine della dominazione austriaca. I territori veneti vengono poi annessi al Regno d'Italia e il comune di Puos entra a far parte della provincia di Belluno con il regio decreto del 13 ottobre 1866, n. 3282. Infine, con Legge Regionale del 18 febbraio 2016 n. 6, è stato istituito, a partire dal 23 febbraio 2016, il comune di Alpago in provincia di Belluno, mediante la fusione dei comuni contigui di Farra d'Alpago, Pieve d'Alpago e Puos d'Alpago.

### Simboli

Stemma dell'ex comune

Lo stemma di Puos d'Alpago era stato riconosciuto con decreto del Capo del Governo del 30 ottobre 1929.
Il gonfalone di azzurro era stato concesso con decreto del Presidente della Repubblica del 24 novembre 1972.

## Monumenti e luoghi d'interesse
L'attuale chiesa parrocchiale di San Bartolomeo Apostolo è stata fondata nel 1825 e ricostruita dopo il terremoto del 1873. Conserva apprezzabili opere, tra cui una tela del 1617 di Francesco Frigimelica.
Tra gli altri edifici religiosi del territorio di Puos, si segnalano i seguenti:
- Chiesa di San Pietro, a Valzella (XVI sec.), tra le più antiche dell'Alpago
- Chiesa di Sant'Andrea, a Sitran (XVII sec.)
- Chiesa del Ss. Redentore, a Bastia (XVIII sec.), già cappella gentilizia della famiglia Gera
- Chiesa del Ss. Redentore, a Cornei (XVIII sec.)
- Chiesetta di San Liberale, a Valzella (XIX sec.)
- Oratorio della Madonna del Carmine, a Sommacosta (XX sec.)

## Società

### Evoluzione demografica

Territorio dell'ex comune di Puos d'Alpago all'interno della provincia di Belluno.

Abitanti censiti

## Cultura
Molto legato al territorio di Puos fu lo sceneggiatore Rodolfo Sonego, che nel paese alpagoto trascorse la sua infanzia. 

### Eventi
- Portici Inattuali è una rassegna d'arte contemporanea, svoltasi a Sitran d'Alpago dal 1989 al 2001: il carattere rurale dei luoghi dove avveniva l'esposizione delle installazioni connotava il lavoro degli artisti, che erano chiamati ad operare in un luogo non deputato all'arte, popolato e vissuto da una comunità, in un contesto ambientale molto caratterizzato.[12] La rassegna si è poi spostata a Belluno nel 2008[13].

## Infrastrutture e trasporti
Puos è raggiungibile attraverso la Strada statale 51 di Alemagna oppure l'Autostrada A27.
È inoltre situato a circa quattro chilometri dalla stazione ferroviaria appartenente alla Ferrovia Ponte nelle Alpi-Conegliano, meglio conosciuta come Stazione per l'Alpago, dalla quale si può proseguire verso Ponte nelle Alpi, Belluno e il Cadore, oppure in direzione Conegliano-Venezia.